# Atletismo nos Jogos Pan-Americanos de 1971 - 100 m com barreiras feminino
A prova dos 100 m com barreiras feminino nos Jogos Pan-Americanos de 1971 foi realizada em Cali, Colômbia.

## Medalhistas
| Ouro                                | Prata                     | Bronze               |
| Patricia Johnson USA Estados Unidos | Marlene Elejalde CUB Cuba | Penny May CAN Canadá |

## Resultados
| Posição           | Nome             | Nacionalidade      | Tempo | Notas |
| ----------------- | ---------------- | ------------------ | ----- | ----- |
| Medalha de ouro   | Patricia Johnson | USA Estados Unidos | 13.19 |       |
| Medalha de prata  | Marlene Elejalde | CUB Cuba           | 13.54 |       |
| Medalha de bronze | Penny May        | CAN Canadá         | 13.70 |       |
| 4                 | Mercedes Román   | MEX México         | 14.43 |       |
| 5                 | Edith Noeding    | PER Peru           | 14.70 |       |
| 6                 | Jennifer Meldrum | CAN Canadá         | 14.73 |       |
| 7                 | Amaya Barturen   | CHI Chile          | 15.38 |       |